# Jardim D'Abril
Jardim D'Abril  é um bairro localizado no município de  Osasco, São Paulo, Brasil.

## Formação
Jardim D'Abril, antes de ser bairro de Osasco, foi parte das terras de Flora Jaguaribe. Este local já abrigou a Escola Mista do Vale de São Pedro. Após a emancipação de Osasco, o bairro foi loteado e urbanizado.